# Биметаллическая пластина
Биметалли́ческая пласти́на — пластина, изготовленная из биметалла или из механически соединённых кусков двух различных металлов. Как правило, используется как основная часть термомеханического реле температуры или термометра.

## Устройство
Биметаллическая пластина представляет собой отрезок ленты, изготовленной из биметалла. Один конец ленты, как правило, неподвижно закреплён в устройстве, а другой — перемещается в зависимости от температуры пластины.
Встречаются устройства, состоящие из двух пластин разнородных металлов, закреплённых одними концами и соединённых (клёпкой, пайкой или сваркой) у других концов. При изменении температуры соединённый конец пластин перемещается.
Работоспособны в очень широком диапазоне температур.

## Применение

### Термостатыи защитные устройства
Изгибающаяся биметаллическая пластина управляет электрическими контактами, замыкающими или размыкающими цепь подогревателя. (В случае защитных устройств — отключающие электропитание нагрузки).
Могут сводить-разводить контакты постепенно (дешёвая ненадёжная конструкция — контакты искрят и обгорают), а могут срабатывать скачком (механическая бифуркация), сразу перемещая контакт на несколько миллиметров (щелчки от таких переключений слышны при работе утюгов, чайников и других подобных устройств).
Применяются как защитные устройства: для защиты от перегрева (например в электрочайнике) или от превышения силы тока (предохранители и тепловые расцепители автоматических выключателей и дифавтоматов). могут быть как самовосстанавливающимися, так и требующими вмешательства персонала (предполагается, что персонал найдёт и устранит причину неполадки, и только потом вернёт предохранитель во включённое состояние).

### Генераторы импульсов иреле времени
Биметаллическая пластина с контактом и с подогревателем (применяется обмотка из высокоомного провода либо сама пластина, по которой пропускают ток).
Применяется для переключения режимов работы устройств после их включения (например, в стартёрах люминесцентных ламп и электромоторов). В этом случае нагрев пластины продолжается всё время, пока устройство включено.

### Измерительные приборы
Разновидность биметаллического термометра с подогревателем. В зависимости от способа включения может быть вольтметром или амперметром. При работе потребляет много энергии, однако совершенно не содержит трущихся механических частей. Просты, вибростойки, мало чувствительны к загрязнениям, как правило, самовосстанавливаются при отсыревании. До сих пор широко применяются в автомобильной электронике.

### Часы
Применяются для термокомпенсации хода часов. Могут изменять диаметр разрезного обода баланса, сделанного из биметаллической пластины, либо изменять действующую длину пружины баланса.

### Термометры
Длинная свёрнутая спиралью лента из биметалла закрепляется в центре. Другой (внешний) конец спирали перемещается вдоль шкалы, размеченной в градусах. Такой термометр, в отличие от жидкостного (например, ртутного) совершенно нечувствителен к изменениям внешнего давления и механически более прочен.
В термографах биметаллическая пластина через систему рычагов управляет пером самописца, рисующим график изменения температуры (применяется в метеорологии).Например, в регуляторе температуры биметаллическая пластина, нагреваясь до предельно допустимой температуры, определеленным образом изгибается и размыкает цепь . В результате этого дальнейшее нагревание не происходит.

### Тепловые двигатели
Преобразование разности температур в механическую работу. Существуют простые игрушки для демонстрации возможности работы таких двигателей.

### Устройства для микроперемещений
Предметы (типа «препарата», рассматриваемого в микроскоп) с помощью биметаллических пластин с подогревателями можно перемещать в небольших пределах. Величина перемещения регулируется дистанционно изменением тока через подогреватели.
Недостаток: величина перемещения непостоянна и зависит от условий охлаждения (окружающей температуры, сквозняков и т. п.)

### Всудостроении
Биметаллические (а также триметаллические) пластины используются для сварки разнородных металлов в целях предотвращения контактной (гальванической) коррозии. В судостроении применяются как для стыковки алюминиевой надстройки со стальным корпусом, так и для соединения декоративных элементов из нержавеющей стали с алюминиевой конструкцией.

## Неметаллические аналоги
Для работы в агрессивных средах свойствами, подобными биметаллам, обладают спаи из стёкол или керамики с различным КТР,

## Расчёт пластины
Изгиб (кривизна кривой, обратная величина к радиусу изгиба) биметаллической пластины:
{\displaystyle \kappa ={\frac {6E_{1}E_{2}(h_{1}+h_{2})h_{1}h_{2}\varepsilon }{E_{1}^{2}h_{1}^{4}+4E_{1}E_{2}h_{1}^{3}h_{2}+6E_{1}E_{2}h_{1}^{2}h_{2}^{2}+4E_{1}E_{2}h_{2}^{3}h_{1}+E_{2}^{2}h_{2}^{4}}}}
где:
- {\displaystyle \varepsilon =(\alpha _{1}-\alpha _{2})\Delta T};
- {\displaystyle E_{1}} — модуль Юнга материала 1 (здесь и ниже для материала 2 индексы, соответственно, 2);
- {\displaystyle h_{1}} — толщина материала 1;
- {\displaystyle \alpha _{1}} — коэффициент теплового расширения материала 1;
- {\displaystyle \Delta T} — разность между температурой, при которой вычисляется изгиб, и температурой, при которой изгиб отсутствует.

Выражение кривизны приведено для случая равенства нулю коэффициентов Пуассона сопрягаемых пластин. Общий случай рассмотрен в работе [5].

## История
По-видимому, биметаллические пластины были созданы в XVIII веке в Англии часовщиком Джоном Харрисоном для термокомпенсации его морского хронометра «H3»..